# Trichobathra triplogramma
Trichobathra triplogramma är en fjärilsart som beskrevs av George Francis Hampson 1926. Trichobathra triplogramma ingår i släktet Trichobathra och familjen nattflyn. Inga underarter finns listade i Catalogue of Life.